# Cipollino
Le  cipollino est une variété de marbre cipolin extraite des carrières situées sur le territoire des communes de Stazzema, de  Careggine et de  Vagli Sotto, en Toscane.

## Aspect
Il s'agit de calcschiste et de marbres à chlorite de couleur gris-vert à vert et de dessins alternant de fines bandelettes de couleur vert foncé à rouge violacé caractérisés, en général, par la présence de nombreuses veines et nodules déformés et plissés.

## Variétés commerciales
Présente en majorité dans la partie haute de la succession lithostratigraphique des Alpes apuanes, cette varietà merceologica  se subdivise en plusieurs lithotypes commerciaux :  cipollino apuano, cipollino apuano classico, cipollino arni, cipollino capriccioso, cipollino classico, cipollino classico grigio e verde, cipollino del cardoso, cipollino rosso sumbra, cipollino rosso zonato, cipollino verde italiano, cipollino verde versilia, cipollino zonato.

## Utilisation
Le cipollino verde italiano et le cipollino verde versilia exploités, de 1935  à 1968,  dans plusieurs carrières du lieu-dit Pruno (la Crepata) sur la commune de Stazzema ont été utilisés comme revêtements internes et externes dans plusieurs monuments parmi lesquels le palazzo Montecatini à Milan, les colonnes monumentales de la cité du Vatican, les colonnes du palais impérial d'Addis-Abeba.
Plusieurs carrières à Careggine à Stazzema produisent le cipollino classico  et le cipollino classico grigio e verde  qui se distinguent dans plusieurs réalisations d'édifices : les revêtements du Palazzo della Farnesina, du Parlement de Canberra  en Australie, salle de conférence de presse du Palazzo Chigi, la chaîne d'hôtels Fourati en Tunisie...
En cipollino apuana et cipollino tirreno, extraits de la carrière Gufonaglia à Stazzema, depuis 1975, ont été réalisés les sols et revêtements muraux de la base de l'OTAN à Sigonella (Sicile), le métro de Naples, le dallage urbain de  Forte dei Marmi ...